# 拉馬亞山
46°10′18″N 7°29′30″E / 46.171667°N 7.491722°E

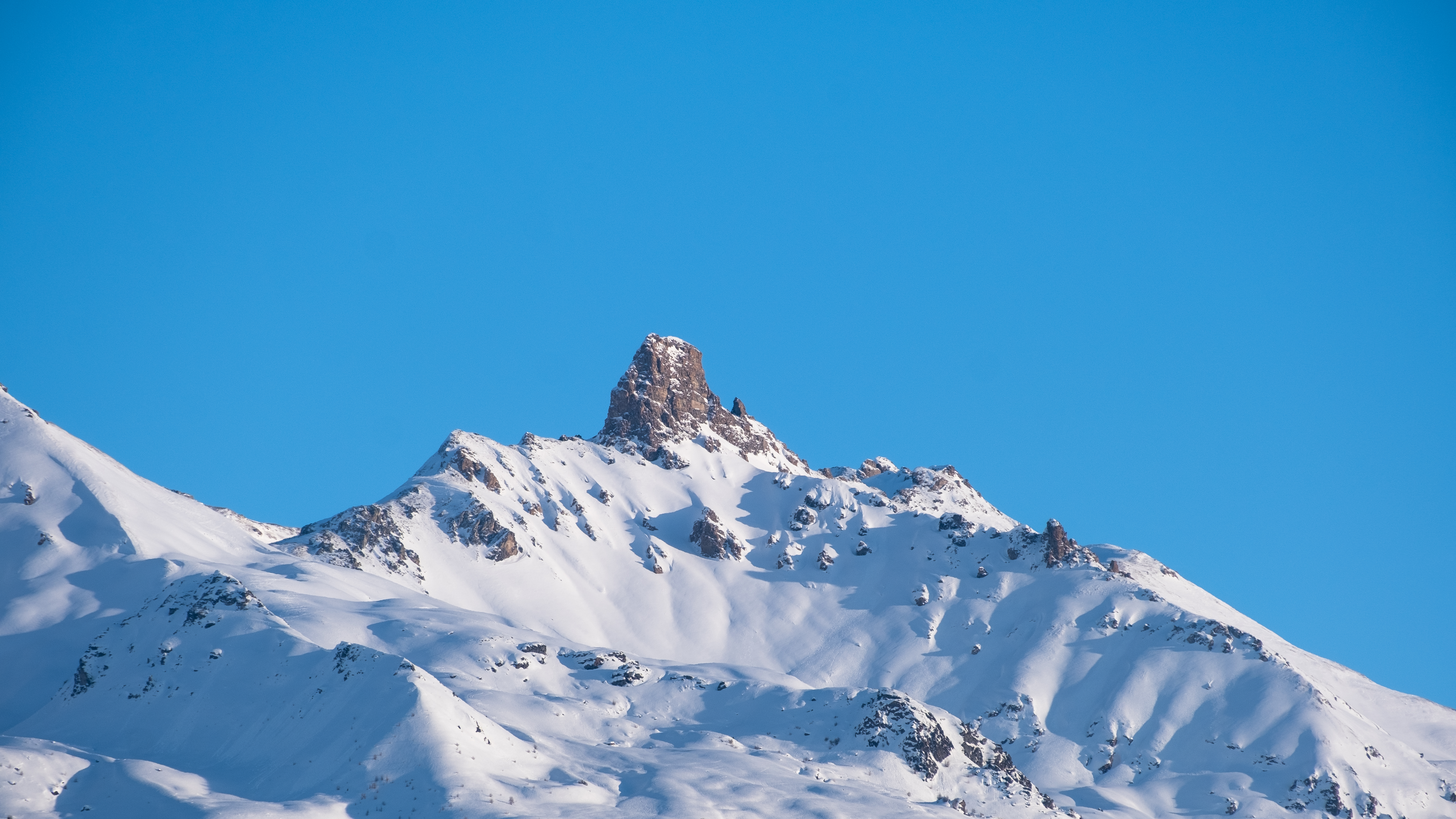

拉馬亞山（La Maya-fjellet），是瑞士的山峰，位於該國西南部，由瓦萊州負責管轄，屬於本寧阿爾卑斯山脈的一部分，俯瞰聖馬爾坦，海拔高度2,916米。